# Egalitäre Kommune
Egalitäre Kommunen sind freiwillige Gemeinschaften von Menschen, die nach den Wertvorstellungen des Egalitarismus leben.
Gleichberechtigter Zugang zu Ressourcen und Entscheidungsbefugnis für alle über die die Gemeinschaft betreffenden Angelegenheiten sind grundlegende Eigenschaften egalitärer Kommunen. Entstanden sind sie in der zweiten Hälfte der 1990er Jahre in den USA. Einer bestimmten politischen oder religiösen Ausrichtung sind sie nicht zuzuordnen, sind aber eng verbunden mit der Umweltschutzbewegung der nachhaltigen Entwicklung. Im Englischen heißen sie auch Intentional Communities.
Entscheidungen werden bevorzugt im Konsens getroffen oder in angemessenen demokratischen Abstimmungen. Wenn eine egalitäre Kommune über Vermögenswerte oder Wirtschaftsgüter (z. B. Einkommen, Autos, Erbschaft etc.) der einzelnen Mitglieder verfügt, werden diese fair in der Gruppe geteilt.